# المكان الخاطئ (فلم 2022)
المكان الخاطئ (بالإنجليزية: Wrong Place) هو فيلم أكشن أمريكي لعام 2022، من إخراج مايك بيرنز، وإنتاج راندال إيميت وجورج فورلا، ومن نجوم الفيلم آشلي غرين وبروس ويليس، تم إصداره في 15 يوليو 2022.

## روابط خارجية
- مقالات تستعمل روابط فنية بلا صلة مع ويكي بيانات